# Фізико-технічний інститут низьких температур імені Б. І. Вєркіна НАН України
Фізико-технічний інститут низьких температур імені Б. І. Вєркіна НАН України (ФТІНТ НАН України) — науково-дослідний інститут Відділення фізики і астрономії НАН України, входить до складу Північно-східного наукового центру НАН України та МОН України, один з провідних українських фізичних центрів, де реалізуються фундаментальні дослідження з експериментальної, теоретичної фізики та математики.
Основні напрямки досліджень Інституту:
- електронні явища в провідних і надпровідних системах;
- фізика квантових рідин, квантових кристалів та кріокристалів;
- низькотемпературний магнетизм;
- біофізика, низькотемпературна фізика макромолекул;
- математична фізика та математичний аналіз, геометрія і топологія.

В тематиці ФТІНТ присутні практично всі напрямки фізики низьких температур. Найбільша увага приділяється новим галузям: високотемпературній надпровідності, слабкій надпровідності, магнітооптиці антиферомагнетиків, фізиці низьковимірних систем, мікроконтактній спектроскопії, квантовим кристалам, нелінійним явищам у металах, фізиці невпорядкованих систем, квантовим явищам у пластичності тощо.
ФТІНТ виконує роботи в галузі космічного матеріалознавства. Зокрема, розроблено комплекс для дослідження фізико-механічних властивостей конструкційних матеріалів у широкому інтервалі температур (до гелієвих включно), який імітує основні фактори космічного простору.

## Історія
Фізико-технічний інститут низьких температур був заснований постановою Президії АН УРСР від 30 травня 1960 р. з ініціативи професорів Українського фізико-технічного інституту (УФТІ) Б. І. Вєркіна, О. О. Галкіна, Б. Н. Есельсона та І. М. Дмитренка. Новостворений інститут складався з 9 лабораторій, що займалися різними напрямками фізики низьких температур, та 4 математичних відділів. Першим директором ФТІНТ став академік НАН України Б. І. Вєркін.
Під керівництвом Б. І. Вєркіна в інституті склалася наукова школа експериментальної фізики. До найяскравіших представників цієї школи, крім самого засновника, належать академіки НАН України І.М Дмитренко, Б. Г. Лазарєв, В. В. Єременко, В. Г. Манжелій, М. Ф. Харченко, І. К. Янсон, С. Л. Гнатченко, члени-кореспонденти А. І. Звягін, Ю. Г. Найдюк, Е. Я. Рудавський, М. О. Стржемечний, В. О. Карачевцев.
ФТІНТ успадкував традиції славетної харківської школи теоретичної фізики, засновниками якої були Л. Д. Ландау та І. М. Ліфшиць. Представниками школи теоретичної фізики ФТІНТ є академік Л. А. Пастур, члени-кореспонденти А. М. Косевич, І. О. Кулик, О. М. Омельянчук, професори Р. М. Гуржи, В. Г. Піщанський, В. П. Галайко, І. В. Кріве, О. С. Ковальов, доктори фізико-математичних наук А. Є. Боровик, С. А. Гредескул та інші.
В інституті склалася також сильна математична наукова школа. Серед представників цієї школи такі відомі математики, як академіки В. О. Марченко, Л. А. Пастур, О. В. Погорєлов, Є. Я. Хруслов, члени-кореспонденти Н. І. Ахієзер, В. Г. Дрінфельд, Й.В Островський, М. В. Щербина, Г. М. Фельдман, професори І. М. Глазман, Б. Я. Левін, А. Д. Мишкіс, Ф. С. Рофе-Бекетов, А. Д. Мілка, О. Е. Єременко, Ю. А. Амінов, В. П. Потапов та інші. У 1987 році у ФТІНТ було організоване Математичне відділення.
У 1991 році Інституту було присвоєно ім'я його засновника та першого директора — академіка Б. І. Вєркіна.
За 50 років історії ФТІНТ його співробітниками було опубліковано понад 250 монографій, підручників, довідників, більше ніж 12 тисяч статей та оглядів у провідних наукових часописах, підготовлено понад 850 кандидатів і докторів наук.

## Директори інституту
- Вєркін Борис Ієремійович — 1960—1988 рр. (почесний директор: 1988—1990 рр.)
- Звягін Анатолій Іларіонович — 1988—1991 рр.
- Єременко Віктор Валентинович — 1991—2006 рр.
- Гнатченко Сергій Леонідович — 2006—2020 рр.
- Найдюк Юрій Георгійович — 2021 — 2024 рр.
- в.о. Долбин Олександр Вітольдович — з 2024 р.

## Структура інституту

### Фізичні відділи
- магнетизму
- оптичних і магнітних властивостей твердих тіл
- магнітних і пружних властивостей твердих тіл
- фізики реальних кристалів
- теплових властивостей і структури твердих тіл та наносистем
- фізики квантових рідин і кристалів
- спектроскопії молекулярних систем і наноструктурних матеріалів
- надпровідних і мезоскопічних структур
- молекулярної біофізики
- мікроконтактної спектроскопії
- теоретичної фізики

### Математичне відділення
- математичної фізики
- диференціальних рівнянь і геометрії
- теорії функцій

### Науково-технічні відділи
- інформаційних систем
- низькотемпературного та космічного матеріалознавства

При Інституті діють три спеціалізовані вчені ради по захисту кандидатських та докторських дисертацій: Д 64.175.01 (математичний аналіз; математична фізика; геометрія і топологія), Д 64.175.02 (теоретична фізика; фізика низьких температур; магнетизм), Д 64.175.03 (фізика твердого тіла; теплофізика та молекулярна фізика; надпровідність).

## Видавнича діяльність
ФТІНТ видає два наукових фахових видання:
- «Фізика низьких температур» — щомісячник, видається з 1975 року та одночасно перевидається Американським інститутом фізики англійською мовою під назвою «Low Temperature Physics» (імпакт-фактор 2019 — 0,791[2]). Індексується провідними світовими реферативними та наукометричними базами даних: Current Contents, Current Physics Index, INSPEC, PASCAL, Physics Abstracts, Physics Briefs, Science Citation Index, SPIN, Scopus. Він має вищий на Україні і один з найвищих на всьому пострадянському просторі індекс цитованості серед наукових журналів.[3]
- «Журнал математичної фізики, аналізу, геометрії» — видається чотири рази на рік з 2005 року (до 2005 р. мав назву «Математическая физика, анализ, геометрия»).